# Kortskaftad krusmossa
Kortskaftad krusmossa (Weissia rostellata) är en bladmossart som beskrevs av Lindberg 1864. Kortskaftad krusmossa ingår i släktet krusmossor, och familjen Pottiaceae. Enligt den svenska rödlistan är arten sårbar i Sverige. Arten förekommer i Götaland och Svealand. Artens livsmiljö är jordbrukslandskap. Inga underarter finns listade i Catalogue of Life.